# Щурик пурпуровий
Щурик пурпуровий (Progne subis) — вид горобцеподібних птахів родини ластівкових (Hirundinidae).

## Поширення
Вид поширений у Північній Америці. Гніздиться на півдні Канади, сході США, спорадично на заході США та у Мексиці. Зимує у Південній Америці.